# Neptis nemorosa
Neptis nemorosa är en fjärilsart som beskrevs av Charles Oberthür 1906. Neptis nemorosa ingår i släktet Neptis och familjen praktfjärilar. Inga underarter finns listade i Catalogue of Life.